# 일본 육군성
육군성(陸軍省 리쿠군쇼[*], 1872년 - 1945년)은 제2차 세계 대전 이전에 설립된 일본의 행정 관청 각성 중의 하나로, 육군대신이 수장을 맡는 일본 제국 육군의 군정 기관이었다. 수장은 육군 대신에 국무대신으로 육군 대장이나 중장이 임명을 받는 자리(친임관)이다.
1903년부터 1945년에 이르기까지의 주요 부속 관청에 항공본부, 기술본부, 병기창, 조병창, 과학 연구소, 피복창, 양말창 등이 있으며, 내부국에 대신관방, 인사국, 군무국, 정비국, 병기국, 경리국, 의무국, 법무국이 있었다.

## 연혁
1872년 2월 메이지 5년에 병부성에서 분리되어 해군성과 함께 설치된다. 처음에는 태정대신의 통제 하에 군정과 군령을 일원적으로 통괄하는 프랑스 방식의 육군 조직으로 출범했지만, 후에 군령 기관을 독립시킨 프로이센 방식을 적용하였다. 1878년 메이지 11년에 참모본부가 설립된 1900년에 전문 교육 중시를 위해 교육 기관으로서 교육총감부를 독립시켜 순수한 군정 기관이 되었다.
1941년 12월 8일부터 15일까지 참모본부, 교육총감부, 육군항공본부, 육군항공총감부 등이 미야케자카(三宅坂) 일대에서 우시고메구 이치대로의 육군사관학교 부지로 이전했다.
1945년 12월 1일로써 육군성은 제1복원성으로 개편('제1복원성 관제' 1945년 11월 30일 칙령 제675호), 1946년 6월 14일에 구 해군성을 계승한 제2복원성과 통합하여 복원청이 되었고, 1947년 10월에 폐지되었다.
옛 육군성 자산은 대장성에 일괄 이관되었다. 육군성 자료의 일부는 국방부, 후생노동성에 인계 되었다. 또한 육군 군인의 군사 경력은 당시의 연대구 사령부에서 도도부현에 계승되었다.

## 부서

### 내부부국
- 군마국; 1874년 3월 31일 ~ 1886년 3월 1일, 폐지 및 기병국 제3과로 업무가 이전됨.
  - 제1마굿간 - 도쿄
  - 제2마굿간 - 센다이
- 군무국; 1890년 3월 ~ 1945년 12월
  - 제1군사과/군사과; 1890년 3월 27일
  - 제2군사과/보병과; 1890년 3월 27일 ~ 1926년 10월 1일, 폐지
  - 군무과; 1936년 8월 1일
  - 공병사무과/공병과; 1890년 3월 27일 ~ 1926년 10월 1일, 폐지
  - 마정과/기병과; 1890년 3월 27일 ~ 1936년 8월 1일, 병무국으로 이전됨.
  - 병기과; 1897년 9월 3일, 설립 ~ 1900년 5월, 폐지
  - 병무과; 1926년 10월 1일
  - 방비과; 1926년 10월 1일
  - 병비과; 1926년 10월 1일
  - 징집과; 1926년 10월 1일
  - 수의과; 1890년 3월 27일, 설립 ~ 1903년 5월 1일, 폐지
  - 전비과; 1945년 4월 28일, 정비국에서 이전됨.
  - 포병사무과/포병과; 1890년 3월 27일 ~ 1926년 10월 1일, 폐지
  - 항공과; 1919년 4월 12일 ~ 1926년 10월 1일
- 인사국; 1900년 5월 20일, 설립
  - 공적조사부; 1938년 7월 15일, 설립
  - 보임과; 1900년 5월 20일, 설립
  - 은상과; 1900년 5월 20일, 설립
  - 징집과; 1936년 8월 1일, 설립 ~ 1939년 1월 16일, 병무국으로 이전됨.
- 병기국; 1908년 12월 21일 ~ 1942년 10월 15일, 육군병기행정본부로 통합됨.
  - 공정과; 1919년 7일 6월 6일, 설립
  - 기계과; 1936년 8월 1일
  - 기재과; 1908년 12월 21일 ~ 1936년 8월 1일; 1941년 4월 1일
  - 총포과; 1908년 12월 21일
- 정비국; 1926년 10월 1일 ~ 1945년 4월 28일, 폐지 및 군무국, 병무국, 육군연료본부로 업무가 이전됨.
  - 공정과; 1939년 1월 16일
  - 교통과; 1939년 1월 16일
  - 동원과; 1926년 10월 1일 ~ 1936년 8월 1일, 폐지
  - 자원과/연료과;
  - 전비과; 1936년 8월 1일
  - 정비과; 1936년 8월 1일 ~ 1939년 1월 16일, 폐지
  - 통제과; 1926년 10월 1일 ~ 1936년 8월 1일, 폐지
- 병무국; 1936년 8월 1일
  - 규율과; 1945년 11월 9일
  - 마정과; 1936년 8월 1일 ~ 1945년 4월 27일, 폐지
  - 방비과; 1936년 8월 1일 ~ 1939년 1월 16일, 폐지
  - 병무과; 1936년 8월 1일
  - 병비과; 1939년 1월 16일
  - 방위과; 1939년 1월 16일 ~ 1945년 4월 27일, 폐지
  - 수의과; 1942년 10월 15일 ~ 1945년 4월 27일, 폐지
- 회계국/제5국/경리국; 1872년 2월 27일
  - 주계과; 1900년 5월 20일
  - 건축과; 1900년 5월 20일
  - 피복과; 1900년 5월 20일 ~ 1903년 5월 1일, 의량과로 병합됨.
  - 양말과; 1900년 5월 20일 ~ 1903년 5월 1일, 의량과로 병합됨.
  - 의량과; 1903년 5월 1일
  - 조사과; 1924년 12월 20일 ~ 1945년 4월 27일, 폐지
- 의무국
- 법무국

### 외국
- 군마보충부; 1896년 5월 9일, 설립.
- 선박사령부; 1943년 7월, 설립.
- 육군기갑본부; 1941년 4월 10일, 설립.
- 육군병기행정본부; 1940년 4월 1일, 설립.
- 육군연료본부; 1944년 3월 11일 설립.
- 육군육운부; 1945년 6월 16일 설립.
- 육군운송부; 1904년 4월 1일, 설립
- 육군축성부; 1907년 9월 15일, 설립
- 육군항공본부; 1925년 4월 28일, 설립.
- 육군휼병부

## 같이 보기
- 참모본부 (일본)

## 참고 자료
- 山下政三 (2008). 《鴎外森林太郎と脚気紛争》 (일본어). 日本評論社.